# Южна Азия
Южна Азия е южният регион на азиатския континент, който се състои от субхималайски държави, но включва и някои други държави. Топографски този регион до голяма степен е съставен от Индийския полуостров и южните части на Хималаите. Южна Азия е заобиколена от Централна Азия на север, Югозападна Азия на запад, Източна Азия на североизток, Югоизточна Азия на югоизток и Индийския океан на юг. Най-голямата страна в този регион е Индия, но също така част от този регион са Бутан, Непал, Бангладеш, Шри Ланка, Малдиви и Пакистан. В допълнение към тях понякога се добавят Афганистан, Мианмар и Тибет.
Според различни дефиниции някои от тези страни не са част от региона, а според други – Бирма и Тибет също са част от него. В Южна Азия живеят повече от една пета от хората на земята, което поставя региона на челно място в света като едновременно най-населения и с най-голяма гъстота на населението, живеещо на единица площ.

## Държави
Според ООН регионът включва следните страни и териотории:
| Държава    | Площ          | Население     | Столица   | Официален език      |
| ---------- | ------------- | ------------- | --------- | ------------------- |
| Афганистан | 652 230 km²   | 40 218 234    | Кабул     | пущунски, дари      |
| Бангладеш  | 147 570 km²   | 156 050 883   | Дака      | бенгалски           |
| Бутан      | 38 394 km²    | 691 141       | Тхимпху   | дзонгкха            |
| Индия      | 3 287 240 km² | 1 166 079 217 | Делхи     | хинди, английски    |
| Малдиви    | 298 km²       | 379 270       | Мале      | дивехи              |
| Непал      | 147 181 km²   | 28 563 377    | Катманду  | непалски            |
| Пакистан   | 803 940 km²   | 176 242 949   | Исламабад | урду, английски     |
| Шри Ланка  | 65 610 km²    | 21 324 791    | Коте      | синхалски, тамилски |

## Икономика
Южна Азия е най-бедния регион в света след Субсахарска Африка. Шри Ланка има най-висок БВП на глава от населението в региона, а Афганистан – най-нисък. Индия е най-голямата икономика в региона и съставлява почти 82% от икономиката на Южна Азия. Според доклад на Световната банка от 2007, Южна Азия е най-малко интегрирания регион в света; търговията между държавите от Южна Азия е само 2% от комбинирания БВП на региона, в сравнение с този на Източна Азия, който е 20%. Икономист обвинява за това пренебрежението на Индия към своите съседи.